# Élections législatives gambiennes de 2022
Les élections législatives gambiennes de 2022 ont lieu le 9 avril 2022 afin de renouveler les membres de l'Assemblée nationale de la Gambie.
Le scrutin est une victoire pour le Parti national du peuple (NPP) du président Adama Barrow qui remporte la majorité relative et forme une coalition avec deux autres partis mineurs.

## Contexte

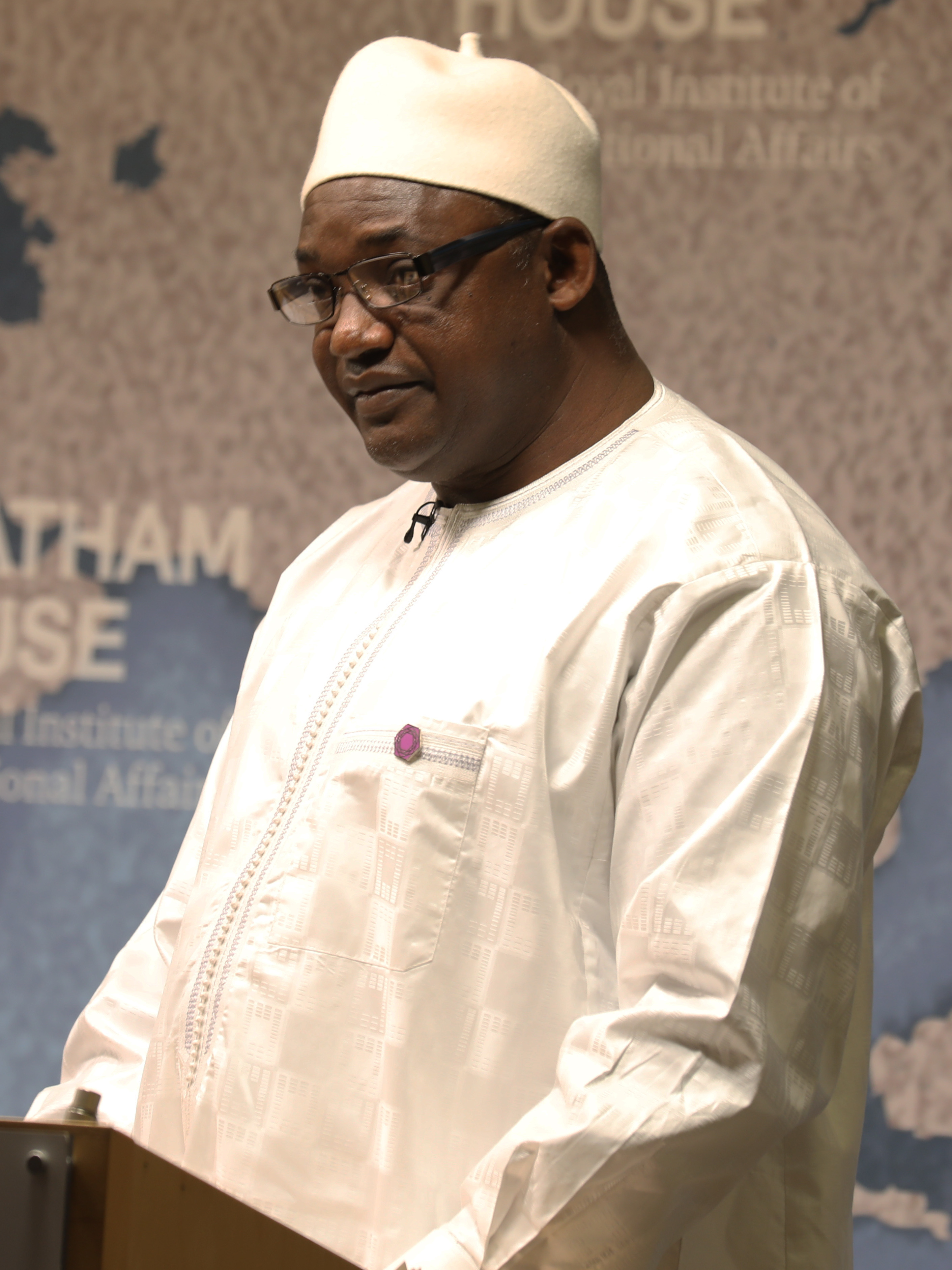
Adama Barrow

Les élections législatives d'avril 2017 sont organisées peu après le départ du président autocrate Yahya Jammeh, au pouvoir depuis un coup d’État en 1994, qui est battu à la surprise générale lors de l'élection présidentielle de décembre 2016. Son refus de quitter le pouvoir entraîne en janvier 2017 une intervention militaire de la CÉDÉAO, avec l'aval du Conseil de sécurité des Nations unies, pour permettre au président élu, Adama Barrow, de prendre ses fonctions. Le 23 janvier, Yahya Jammeh accepte finalement de céder la présidence à son successeur, et quitte le pays.
Le Parti démocratique unifié (social-démocrate), principal parti de la nouvelle majorité présidentielle, obtient près de quarante pour cent des suffrages et remporte la majorité absolue des sièges. Le parti de Yahya Jammeh, l'Alliance patriotique pour la réorientation et la construction, qui disposait jusque-là d'une majorité écrasante des sièges, n'en conserve que cinq,.
Adama Barrow décide fin 2019 de créer sa propre formation, le Parti national du peuple, à la suite de sa rupture avec la coalition l'ayant soutenu à la présidentielle de 2016, dont le Parti démocratique unifié (UDP). La rupture avec ce dernier, qui s'oppose à la décision du président sortant de se maintenir au pouvoir, avait été consommée plusieurs mois plus tôt avec la limogeage par le président d'Ousainou Darboe ainsi que de plusieurs ministres de l'UDP le 15 février 2019,.
Adama Barrow est largement réélu lors de l'élection présidentielle de décembre 2021, avec du double de voix de son principal opposant Ousainou Darboe.

## Système électoral
L'Assemblée nationale est un parlement monocaméral doté de 58 sièges pourvus pour cinq ans, dont 53 au scrutin uninominal majoritaire à un tour dans autant de circonscriptions, et cinq autres nommés par le président de la République. Le droit de vote s'acquiert à l'âge de 18 ans, et voter n'est pas obligatoire,.
Le système électoral gambien possède la particularité de ne pas recourir à des bulletins de vote en papier déposés dans une urne classique, mais à des billes que les électeurs placent dans des bidons, chaque candidat en lice se voyant attribué un bidon distinct peint dans la couleur de son parti et sur lequel figure sa photo. Les urnes sont disposées dans un isoloir à l'abri des regards, protégeant le secret du vote, tandis que l'insertion d'une bille dans une urne déclenche une clochette, permettant aux scrutateurs de s'assurer que l'électeur n'a voté qu'une fois. Le système est mis en avant pour son cout très faible et sa simplicité qui conduit à un taux très faible d'erreurs, dans un pays où l'analphabétisme touche la moitié de la population,,,.

## Résultats
|                          |                                                                                  |                |                |                |        |               |  |  |  |
| Parti                    | Parti                                                                            | Votes          | %              | +/–            | Sièges | +/–           |  |  |  |
|                          | Parti national du peuple (NPP)                                                   | 143 826        | 29,19          | Nv             | 18     | Nv            |  |  |  |
|                          | Parti démocratique unifié (UDP)                                                  | 138 176        | 28,04          | 9,43           | 15     | 16            |  |  |  |
|                          | Congrès démocratique de Gambie (GDC)                                             | 33 882         | 6,88           | 10,50          | 0      | 5             |  |  |  |
|                          | Organisation démocratique du peuple pour l'indépendance et le socialisme (PDOIS) | 24 683         | 5,01           | 3,93           | 2      | 2             |  |  |  |
|                          | Alliance patriotique pour la réorientation et la construction (APRC)             | 15 710         | 3,19           | 12,72          | 2      | 3             |  |  |  |
|                          | Parti de la réconciliation nationale (NRP)                                       | 14 153         | 2,87           | 3,39           | 4      | 1             |  |  |  |
|                          | Alliance citoyenne (CA)                                                          | 2 531          | 1,76           | Nv             | 0      | Nv            |  |  |  |
|                          | Congrès moral de Gambie (GMC)                                                    | 2 531          | 0,51           | 0,67           | 0      | en stagnation |  |  |  |
|                          | Parti de l'unité nationale (NUP)                                                 | 1 257          | 0,26           | Nv             | 0      | Nv            |  |  |  |
|                          | Parti du progrès du peuple (PPP)                                                 | 1 168          | 0,24           | 2,27           | 0      | 2             |  |  |  |
|                          | Gambie pour tous (GFA)                                                           | 1 151          | 0,23           | Nv             | 0      | Nv            |  |  |  |
|                          | Parti de tous les peuples (APP)                                                  | 294            | 0,06           | Nv             | 0      | Nv            |  |  |  |
|                          | Indépendants                                                                     | 107 232        | 21,76          | 12,20          | 12     | 11            |  |  |  |
|                          | Membres nommés                                                                   | Membres nommés | Membres nommés | Membres nommés | 5      | en stagnation |  |  |  |
|                          |                                                                                  |                |                |                |        |               |  |  |  |
| Total                    | Total                                                                            | 492 754        | 100            | -              | 58     | en stagnation |  |  |  |
| Abstentions              | Abstentions                                                                      | 469 403        | 48,79          |                |        |               |  |  |  |
| Inscrits / Participation | Inscrits / Participation                                                         | 962 157        | 51,21          |                |        |               |  |  |  |

## Analyse
Malgré une campagne électorale ayant peiné à convaincre les électeurs de se rendre aux urnes, le Parti national du peuple (NPP) du président Adama Barrow arrive en tête et remporte la majorité relative avec 18 sièges,. Le 14 avril suivant, le NPP forme une coalition avec deux autres partis mineurs, le Parti de la réconciliation nationale (NRP) et l'Alliance patriotique pour la réorientation et la construction (APRC), permettant au gouvernement de disposer de la majorité absolue à l'assemblée. En retour, Barrow nomme le dirigeant de l'APRC, Fabakary Jatta au poste de président de l'Assemblée nationale, les quatre autres sièges de députés nommés par le président revenant à des membres du NPP,.